# Терву (півострів)
Терву́ — півострів в північно-західній частині Ладозького озера. Територіально відноситься до Лахденпохського району Республіки Карелія, Росія.
На сході вузькою протокою відокремлюється від острова Мюкрімюксенсарі, на заході омивається затокою Терву. Довжина 4,5 км, ширина 3,7 км. Півострів гористий, на сході знаходяться скелі, які стрімко обриваються до берега. Найвища точка — гора Сурімякі (86 м). На Терву розташовані декілька дрібних озер, та струмків, через які відбувається їхній стік. Півострів вкритий лісом.
| Росія | Це незавершена стаття з географії Росії. Ви можете допомогти проєкту, виправивши або дописавши її. |